# Фазе у развоју синдрома зависности од ПАС
Фазе у развоју синдрома зависности од психоактивних супстанци (ПАС) је развојни процес једног од образаца (нпр експериментисања) који може бити крајњи домет коришћења психоактивних супстанци, али може бити фазни процес у развоју зависности. Познато је да од свих оних који пробају или експериментишу са ПАС, сваки 10-ти постане зависан. Слично овоме, од оних који су почели са коришћењем марихуане, око 10% стигне и до коришћења хероина. Како на ток зависности, слично на почетку узимања, утичу многобројни и разнородни фактори, и карактеристике појединих фаза могу бити промењљиве.

## Поделе и приступ синдрому зависности

### Дефиниције приступа злоупотреби ПАС
Експериментална употреба
Карактерише је употреба једне или више ПАС, обично не више од 4 до 5 пута, до првог доживљаја пријатности, иницијација 
Социјална употреба
Често називана као „рекреативно" узимање ПАС – је тражење начина за промену властитог емоционалног стања, копирање (социјално прихватљивих) навика у промени емоционалног стања хемијском интервенцијом 
Оперативна употреба
Оперативна употреба или преокупација променама психичког стања јавња се у два два типа: 
1. хедонистичка употреба
2. компензаторна употреба (спречавање бола);
Појава оштећења је линија која раздваја употребу од злоупотребе. 
Зависност од дроге
Зависност или узимање ПАС ради „нормалности" је компулзивна употреба ПАС ради одржавања хемијски измењеног стања које се доживљава као нормално. Укупни психосоматски и социјални статус су крајње измењени.
| Три начина за дефинисање злоупотребе ПАС   | Три начина за дефинисање злоупотребе ПАС                                | Три начина за дефинисање злоупотребе ПАС                    | Три начина за дефинисање злоупотребе ПАС     |
| ЕКСПЕРИМЕНТИ СА ДРОГАМА                    | СОЦИЈАЛНА УПОТРЕБА                                                      | ОПЕРАТИВНА УПОТРЕБА                                         | ЗАВИСНОСТ ОД ДРОГА                           |
| ------------------------------------------ | ----------------------------------------------------------------------- | ----------------------------------------------------------- | -------------------------------------------- |
| Учење начина за промену афективног статуса | Потреба за променом афективног статуса и тражења начина да се то изведе | Преокупација променом афективног статуса                    | Узимање дроге ради „нормалног” функционисања |
| Проблеми изазвани употребом супстанци      | Проблеми изазвани употребом супстанци                                   | Разарања изазвана употребом супстанци                       | Разарања изазвана употребом супстанци        |
| Рана зависност (иницијација)               | Средња зависност (ескалација) и Касна зависност (одржавање)             | Средња зависност (ескалација) и Касна зависност (одржавање) | Касна зависност (одржавање)                  |

### Границе између појединих облика зависности
Рана зависност — иницијација
Адолесцент је тек ушао у „свет" ПАС, стиче прва искуства, окружује се сличним себи.
Средња зависност – ескалација
Адолесцент даље „напредује" у везивању за ПАС, последице су све израженије 
Касна зависност – одржавање
Зависност је потпуно развијена и постоји јасан (свакодневни) образац коришћења ПАС.
Границе између наведених фаза нису јасно постављене и ове поделе су само условне.

## Фазе у развоју синдрома зависности од ПАС
Фазе у, оквиру различитих подела зависности, које имају своје карактеристике, наведене су у овој табели: 
| Фазе у развоју синдрома зависности од ПАС | Фазе у развоју синдрома зависности од ПАС |
| Фаза                                      | Карактеристике |
| ----------------------------------------- | --- |
| О                                         | - То је фаза радозналости која претходи злоупотреби. - У овој фази адолесцент свесно одлучује (аутономно или под утицајем околине) да ће пробати неку ПАС, и узевши је открива да му ПАС омогућавају да промени своје психичко стање. |
| 1                                         | - То је фаза експериментисања или учења ефеката ПАС. - Особа учи како да користи ПАС, користи их искључиво у друштву, обично само викендом и још увек не размишља о последицама.                                                      |
| 2                                         | - То је почетак редовног коришћења ПАС или жудња за ефектима ПАС. - На основу сопственог искуства, особа развија свој лични однос према ПАС, налази своје изворе за набавку, има свој прибор. - Јавља се жудња за ПАС.                |
| 3                                         | - Карактерише је редовна употреба или преокупираност ефектима ПАС. - Особа је преокупиран ефектима ПАС, губи контролу над својим животом, последице су све израженије.                                                                |
| 4                                         | - То је крајња фаза или фаза узимање ПАС ради „нормалности". - ПАС више не пружа никакво задовољство, узима се ради избегавања апстиненцијалног синдрома, телесно и психичко пропадање је изражено.                                   |